# You’ll Be Mine (песня The Beatles)
«You’ll Be Mine» (с англ. — «Ты будешь моей») — песня, сочинённая Джоном Ленноном и Полом Маккартни в первые годы существования «Битлз» (когда группа ещё называлась The Quarrymen). Композиция была впервые опубликована в 1995 году на альбоме Anthology 1.
Песня является пародией на стиль группы The Ink Spots. Основную вокальную линию ведёт Маккартни (при этом он поёт глубоким баритоном), тогда как Леннон подпевает ему тонким фальцетом. Текст песни крайне незамысловат и представляет собой заверения исполнителя в том, что некая девушка будет принадлежать ему. В середине песни Леннон нарочито низким голосом произносит небольшой монолог о том, как его дорогая однажды утром пережарила ему тосты, он заглянул ей в глаза и стал любить её ещё сильнее.
Песня была записана дома у Маккартни (Ливерпуль, Фортлин Роуд, 20) весной-летом 1960 года и является самой ранней опубликованной песней «Битлз», авторство которой приписано одновременно Леннону и Маккартни.
В записи участвовали:
- Пол Маккартни — основной вокал, гитара
- Джон Леннон — подголоски, гитара
- Джордж Харрисон — гитара
- Стюарт Сатклифф — бас-гитара

Кроме «You’ll Be Mine» в альбом Anthology 1 вошло ещё две домашних записи группы The Quarrymen («Hallelujah, I Love Her So» и «Cayenne»). Данные записи примечательны тем, что являются единственными официально опубликованными композициями «Битлз», при исполнении которых Стюарт Сатклифф играл на бас-гитаре.